# Girl Goodbye
Girl Goodbye es una canción de la banda de rock estadounidense Toto. Es la sexta canción del álbum

## Información
Es una de las canciones de Toto más conocidas en toda su carrera. Contiene una estilo de rock progresivo con una mezcla de arena rock. La canción es cantada por el vocalista Bobby Kimball, el cual muestra un tono de voz un poco menos agudo que en las otras canciones del disco. La canción contiene un intro de rock progresivo de 33 segundos, que sigue con la misma canción, con un estilo de arena rock mezclado con rock progresivo.

## Versiones
Existen solamente 2 versiones conocidas de la canción, las cuales son:
- La versión del Livefields, que no contiene el intro de 33 segundos.
- La versión del Live In Amsterdam, dura hasta el solo de guitarra de Lukather y tiene el mismo estilo del intro de la versión original, sin la mezcla de rock progresivo. Este versión está mezclada con la canción Goodbye Elenore, inicia después del solo de Lukather

## Apariciones en vivo
Ha a parecido en la mayoría de las giras, en las cuales son:
- Toto World Tour
- Hydra World Tour
- Toto IV World Tour
- Fahrenheit World Tour
- Planet Earth World Tour
- Toto XX World Tour
- Mindfields World Tour
- 25th Anniversary World Tour
- Falling In Between World Tour
- 40 Tours around the Sun

- Datos: Q5880332